# Języki keczumarańskie
Subfyla keczumarańska – jedna z gałęzi językowych fyli andyjskiej, składająca się z dwóch bogatych populacyjnie, endogennych rodzin językowych Ameryki Południowej, tj. keczua i ajmara.
Zarówno keczua, jak i ajmara mają rozwinięte piśmiennictwo. Języki te charakteryzują się stosunkową silną pozycją: nie zostały wyparte przez język hiszpański; dodatkowo historycznie były przejmowane przez inne grupy ludności.
Keczua i ajmara wykazują wiele podobieństw w leksyce, fonologii, morfologii i składni. Również cechy typologii (szyk SOV, system afiksów, aglutynacja) sugerują związek genealogiczny między nimi; dodatkowo grupy te sąsiadują ze sobą. Pokrewieństwo keczua i ajmara nie zostało jednoznacznie udowodnione; nie jest jasne, w jakim stopniu ich wspólne cechy należy tłumaczyć kontaktem językowym.

## Klasyfikacja[4]
- Fyla andyjska
  - Subfyla keczumarańska
    - Języki keczua
    - Języki ajmara